# Lilla stjärna
Chansons représentant la Suède au Concours Eurovision de la chanson
Augustin
(1959)
Lilla stjärna (« Petite étoile ») est une chanson interprétée par la chanteuse suédoise Alice Babs et dirigée par Dolf van der Linden pour représenter la Suède au Concours Eurovision de la chanson 1958 qui se déroulait à Hilversum, aux Pays-Bas. C'est la première participation de la Suède au Concours Eurovision de la chanson.
Elle est interprétée en suédois, langue nationale, comme le veut la coutume avant 1966. Ce fut la première chanson à être interprétée en suédois.
Il s'agit de la cinquième chanson interprétée lors de la soirée, après Solange Berry qui représentait le Luxembourg avec Un grand amour et avant Raquel Rastenni qui représentait le Danemark avec Jeg rev et blad ud af min dagbog. À l'issue du vote, elle a obtenu 10 points, se classant 4e sur 10 chansons,.